# Atriplex calotheca
Atriplex calotheca là loài thực vật có hoa thuộc họ Dền. Loài này được FRIES mô tả khoa học đầu tiên năm.